# Kreka
Kreka hay Hereka là vợ của Attila. Priscus trong suốt thời kỳ lưu lại triều đình của Attila vào năm 448 hoặc 449 sau Công nguyên đã viết như sau "ngày hôm sau, tôi đến bức tường trong khu nhà của Attila, mang theo những món quà cho vợ ông ta... Bà ấy đã sinh hạ ba người con cho ông, trong số đó là trưởng nam Ellac đang cai trị Akateri và các quốc gia khác ở vùng Scythia nằm gần Biển." Sau đó, ông mô tả khu nhà này: 
"Bên trong bức tường có rất nhiều tòa nhà, một số được xây bằng gỗ có chạm khắc và lắp ghép với nhau theo kiểu đôi mắt, một số khác làm bằng dầm rửa sạch, cạo cho thẳng và đặt trên những khúc gỗ tạo thành hình vòng tròn. Khu vực này, bắt đầu từ mặt đất, tăng lên đến một chiều cao tương xứng. Đây là nơi vợ của Attila cư trú. Tôi đi qua đám người rợ chỗ cửa vào và thấy bà ấy đang nằm trên một tấm nệm êm ái. Mặt đất trải đầy những miếng nỉ len để bước đi. Một số người hầu nam đang tập trung xung quanh bà ấy trong khi đám hầu gái ngồi trên mặt đất đối diện bà, đang nhuộm một số khăn trải giường tốt dùng trang điểm cho quần áo của những kẻ man rợ. Tôi đến gần bà ta và sau màn chào hỏi thì đem tặng quà cho bà ấy. Sau đó, tôi rút lui và đi đến các tòa nhà khác mà Attila đang dành thời gian tại đây. Tôi đứng đợi Onegesius đi ra vì anh ấy đã khởi hành từ khu nhà của mình và đang ở bên trong".

Vào những ngày cuối cùng của sứ bộ Attila, Priscus và Maximinus "được Kreka mời đến ăn tối tại nhà của Adames, kẻ giám sát công việc của bà ấy. Chúng tôi cùng ông ta dự tiệc với một số quan chức chủ chốt trong nước, và chính tại nơi này mà chúng tôi tìm thấy sự thân ái. Ông ấy chào đón chúng tôi bằng những lời nói nhẹ nhàng và đồ ăn đã chuẩn bị sẵn. Mỗi người trong số đám đông có mặt, với sự hào phóng của dân Scythia, đã đứng dậy và đưa cho mỗi người chúng tôi một cốc rượu được rót đầy rồi sau khi ôm hôn kẻ đang uống thì họ lấy lại chiếc cốc này. Sau bữa tối, chúng tôi trở về lều của mình và đi ngủ".
Kreka còn góp mặt như một nhân vật trong truyền thuyết anh hùng German dưới tên gọi Helche hoặc Herka, bà là chính thất của Attila (Etzel/Atli) và là người bạn tâm giao đặc biệt của vị anh hùng Dietrich von Bern qua các bài thơ tiếng Đức thời Trung Cổ hậu kỳ Dietrichs Flucht, Rabenschlacht và Thidrekssaga tiếng Cổ Bắc Âu. Bà còn được miêu tả là vừa chết trong Nibelungenlied. Qua bài thơ Edda Guðrúnarkviða III, bà hiện diện trong vai trò là thê thiếp của Atli.

## Từ nguyên
Cái tên này từng được ghi lại trong nhiều bản viết tay khác nhau của Priscus là κρέκα (κreka), ἡρέκα (hereka), ἡρέκαν (herekan) và ᾽᾽ἠρέκαν᾽᾽ (erekan). Một số người sao chép đã bỏ đuôi chữ -v (-n).
Trên cơ sở các dạng tên gọi trong tiếng German sau này (Herche, Helche, Herkja và Erka), Otto J. Maenchen-Helfen chỉ rằng các dạng bắt đầu bằng eta chứ không phải kappa mới là nguyên bản. Ông đưa ra lập luận ủng hộ từ nguyên của Willy Bang Kaup,  theo đó thì cái tên này bắt nguồn từ tiếng Thổ *arï(y)-qan (công chúa trinh bạch), (xem tên gọi Aruvkhan của người Karakalpak (aruv, "trong trắng")).
Pavel Poucha bắt nguồn từ Kreka hay Hreka từ danh xưng gergei (vợ) trong tiếng Mông Cổ, Omeljan Pritsak cũng ủng hộ dẫn xuất này.
Người ta cũng đề xuất rằng cái tên này có thể là mang âm hưởng tiếng Goth nghĩa là "người phụ nữ Hy Lạp".
Một cái tên thông thường của Hungary, Réka bắt nguồn từ tên gọi này.